# Kepler-186f

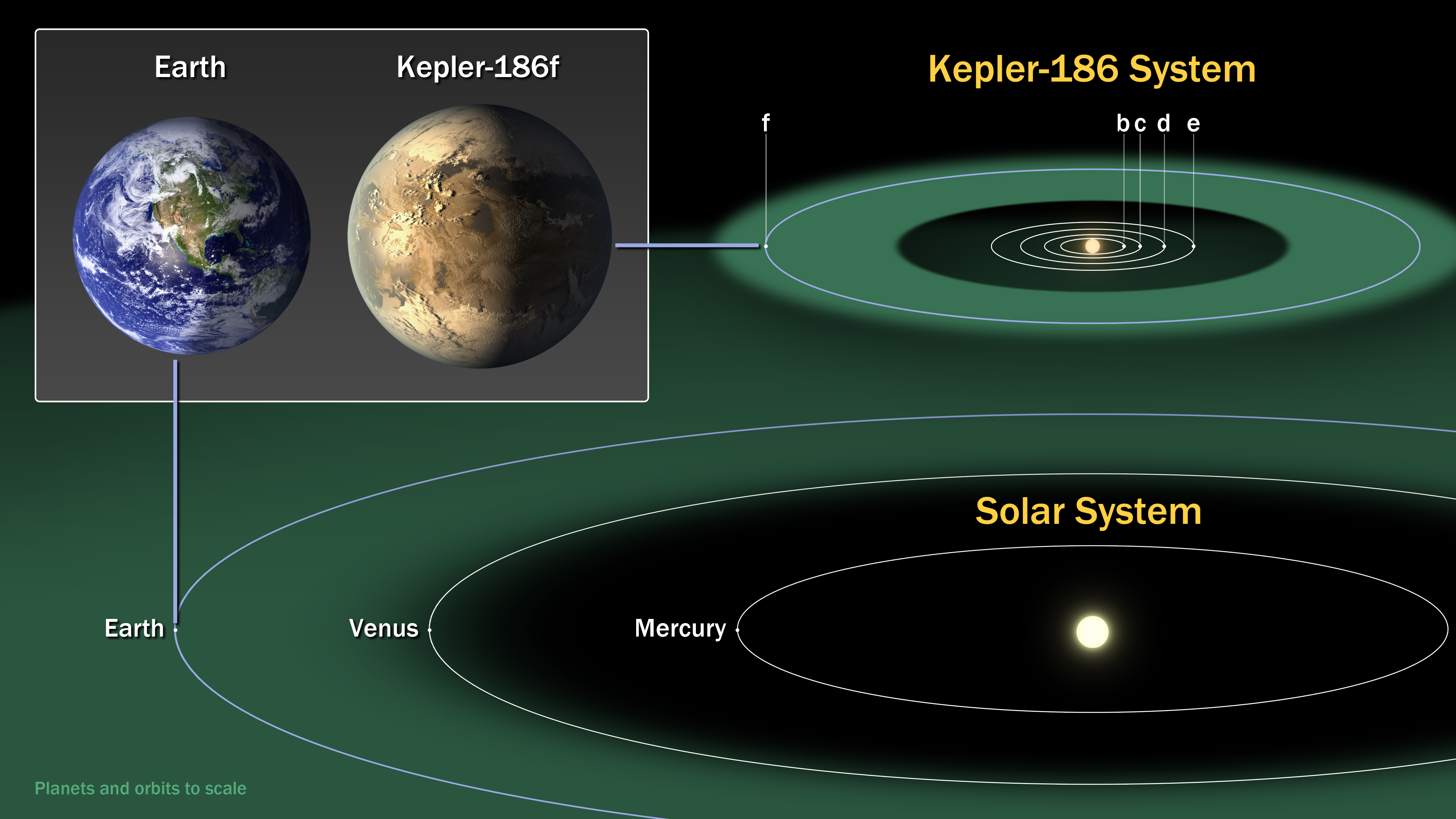
Comparação do sistema planetário de Kepler-186 e o sistema solar.

Kepler-186f é um exoplaneta que orbita a Kepler-186. Trata-se do primeiro planeta de tamanho semelhante ao da Terra, descoberto na zona habitável de uma estrela. É o planeta mais externo descoberto pela sonda Kepler da NASA, lançada no ano de 2009, que orbita uma estrela-anã vermelha a 500 anos-luz da Terra na constelação de Cisne, chamada Kepler-186. Kepler-186f faz parte de um sistema de cinco planetas, todos com quase o tamanho da Terra, que no entanto, estão perto demais de suas estrelas para possibilitar a vida. O Kepler-186f possui um raio de 1,1 vezes o raio terrestre e um período orbital de 129,9 dias.

## Massa e composição
A massa do exoplaneta Kepler-186f é desconhecida mas seu valor é estimado entre "0,32M⊕ se fosse composto de água pura/gelo até 3,77 M⊕ se o planeta fosse de ferro puro; se ele possuísse uma composição semelhante ao da Terra, (cerca de 1/3 ferro e 2/3 rochas de silicato) resultaria em uma massa intermediária de 1,44 M⊕". Pouco se sabe sobre sua atmosfera, e se esta tiver composição parecida com a da Terra, poderá ser colonizável a humanos.